# De Tomaso Longchamp

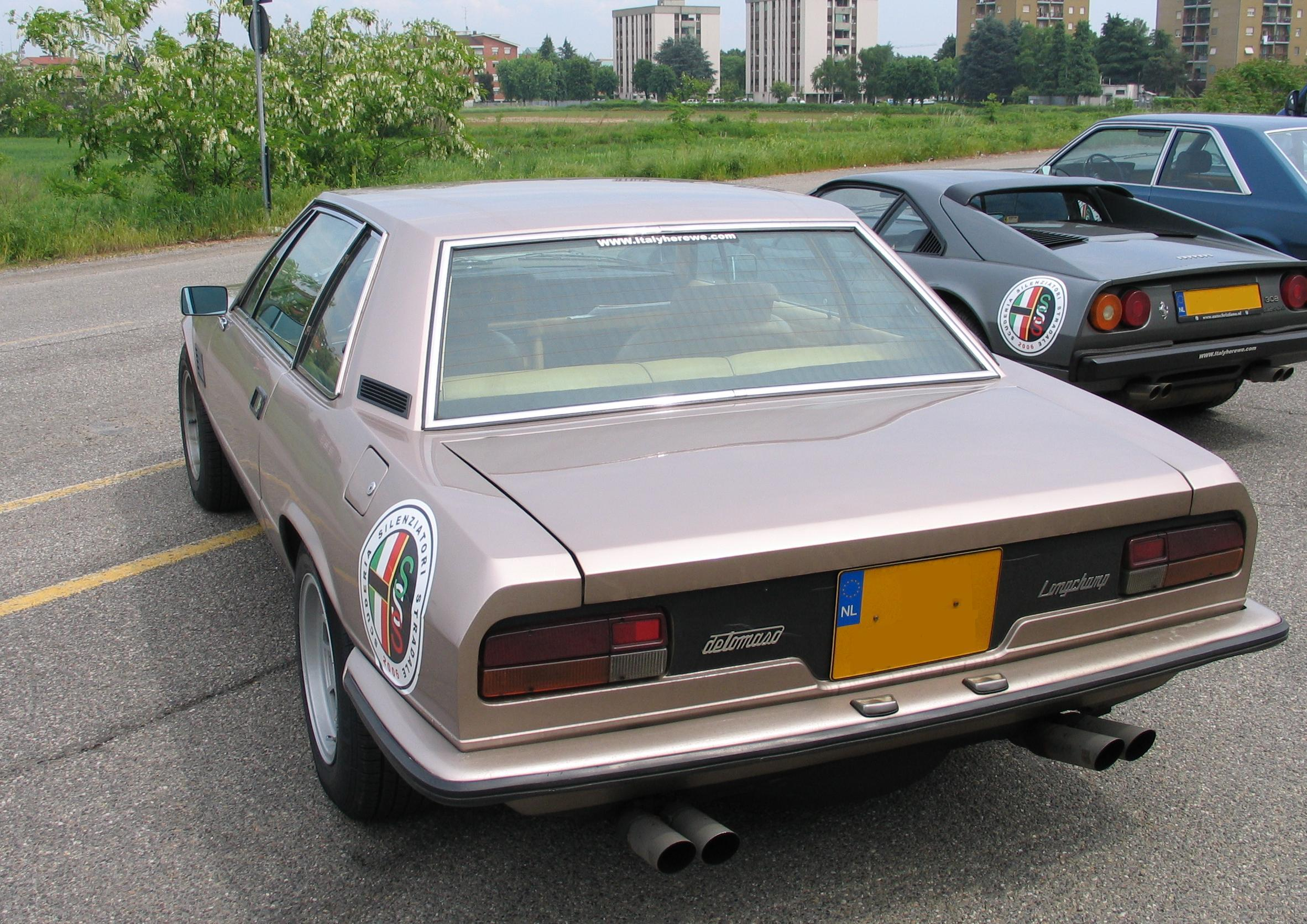
De Tomaso Longchamp

De Tomaso Longchamp – dwudrzwiowe coupé w układzie siedzeń 2+2 produkowane przez włoską firmę motoryzacyjną De Tomaso. Longchamp bazował na modelu Deauville, oparty był na jego skróconej płycie podłogowej; oba te modele to jedyne samochody De Tomaso z silnikiem zamontowanym z przodu nadwozia. Po raz pierwszy samochód został pokazany publicznie na Turin Motor Show w roku 1972. Dostępna była również wersja Longchamp GTS zaprezentowana w 1980 na Turin Motor Show; wyposażona była w szersze opony oraz poszerzone nadkola. Również w tym samym roku zaprezentowano wersję kabriolet. Kabriolety wytwarzane był przez Carrozerria Pavesi of Milan; powstało bardzo mało GTS bez dachu.
Nadwozie zostało zaprojektowane przez Toma Tjaarda z Ghia, stylistyka była podobna do poprzedniego prototypu autora, Lancii Marica. Z przodu Longchamp ma długą maskę aby zmieścić pod nią pochodzący od Forda silnik V8 Cleveland o pojemności 5766 cm³. Silnik ten był popularny w muscle cars Forda z końca lat 60., produkował on 330 hp (246 kW) co pozwalało samochodowi na osiągnięcie prędkości maksymalnej wynoszącej 240 km/h (149 mph). Motor ten napędzał też inny model De Tomaso, Pantera. Standardowo montowano 3-biegową, automatyczną skrzynię biegów Ford C-6 Cruise-o-Matic. 17 samochodów zostało wyposażonych w 5-biegową manualną skrzynię ZF. W późniejszym okresie produkcji moc silnika zredukowano do 270 hp.
Samochód wyposażony był w niezależne zawieszenie przednie. Wnętrze pojazdu było dość luksusowo wyposażone, prawie całość pokryta była skórą.
Wersja GTS miała nieco inne zawieszenie, w celu lepszego pomieszczenie szerszych kół Campagnolo na które zakładano opony Pirelli P7, nieznacznie inne było także nadwozie.
Do roku 1989 powstało 409 egzemplarzy (395 coupe i 14 kabrioletów).